# Hélène-Valérie Djouka
Hélène-Valérie Djouka (née le 1er avril 1994 à Divo en Côte d'Ivoire) est une reine de beauté ivoirienne, élue Miss Côte d'Ivoire 2012,,.